# Sollentuna sim- och sporthall

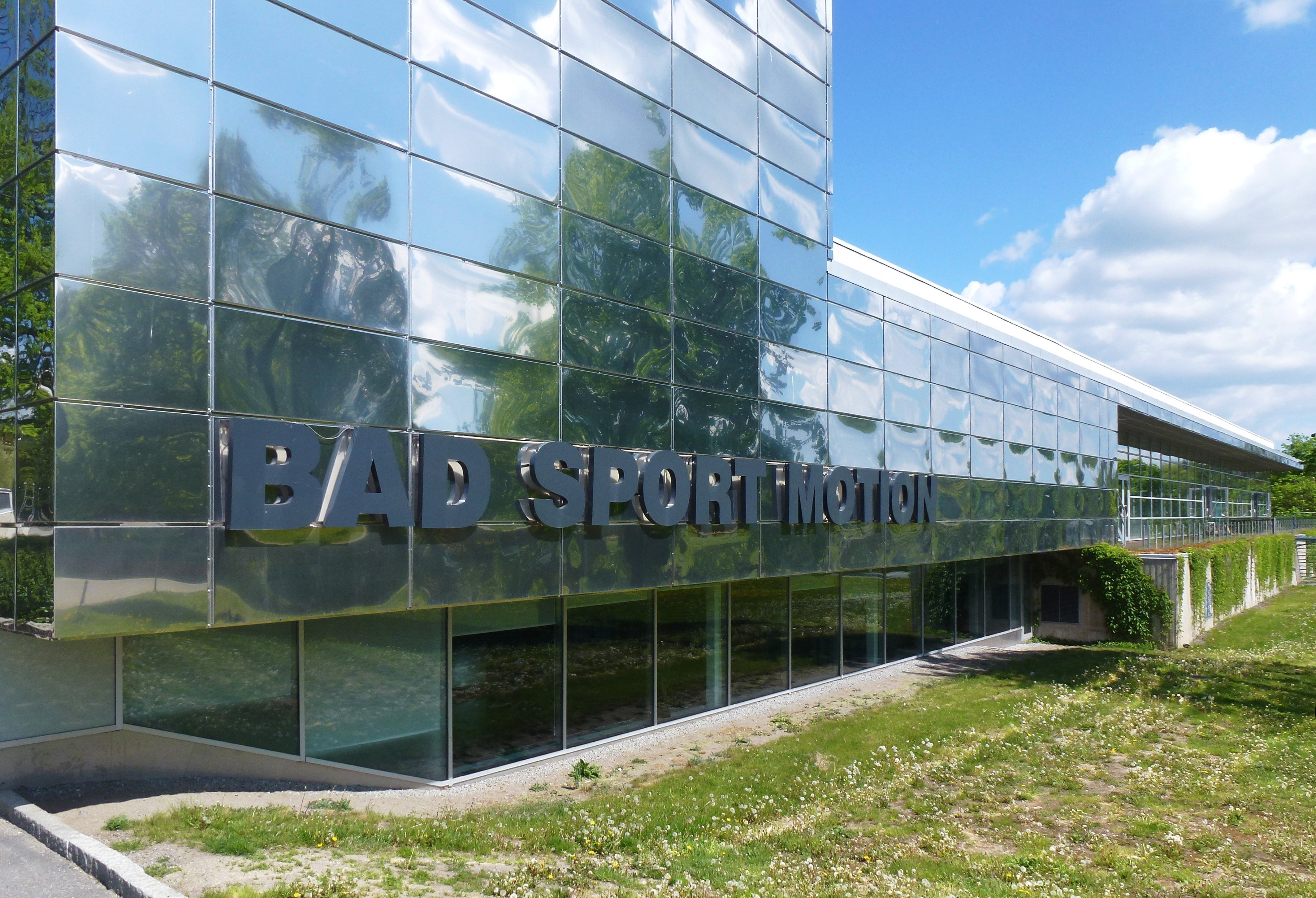
Anläggningen i maj 2014.

Sollentuna sim- och sporthall är en friskvårdsanläggning med simhall, relaxavdelning, gym och två sporthallar belägen vid 	Stubbhagvägen 2  i Sollentuna kommun. Anläggningen invigdes 1973 och ritades av arkitekt Gustaf Rosenberg och Olle Stål som belönades 1975 med Kasper Salin-priset för sitt arbete. Åren 2007 till 2009 genomfördes en tillbyggnad och en omfattande renovering av anläggningen. Sollentuna sim- och sporthall drivs sedan oktober 2013 av privatägda  Medley.

## Byggnad

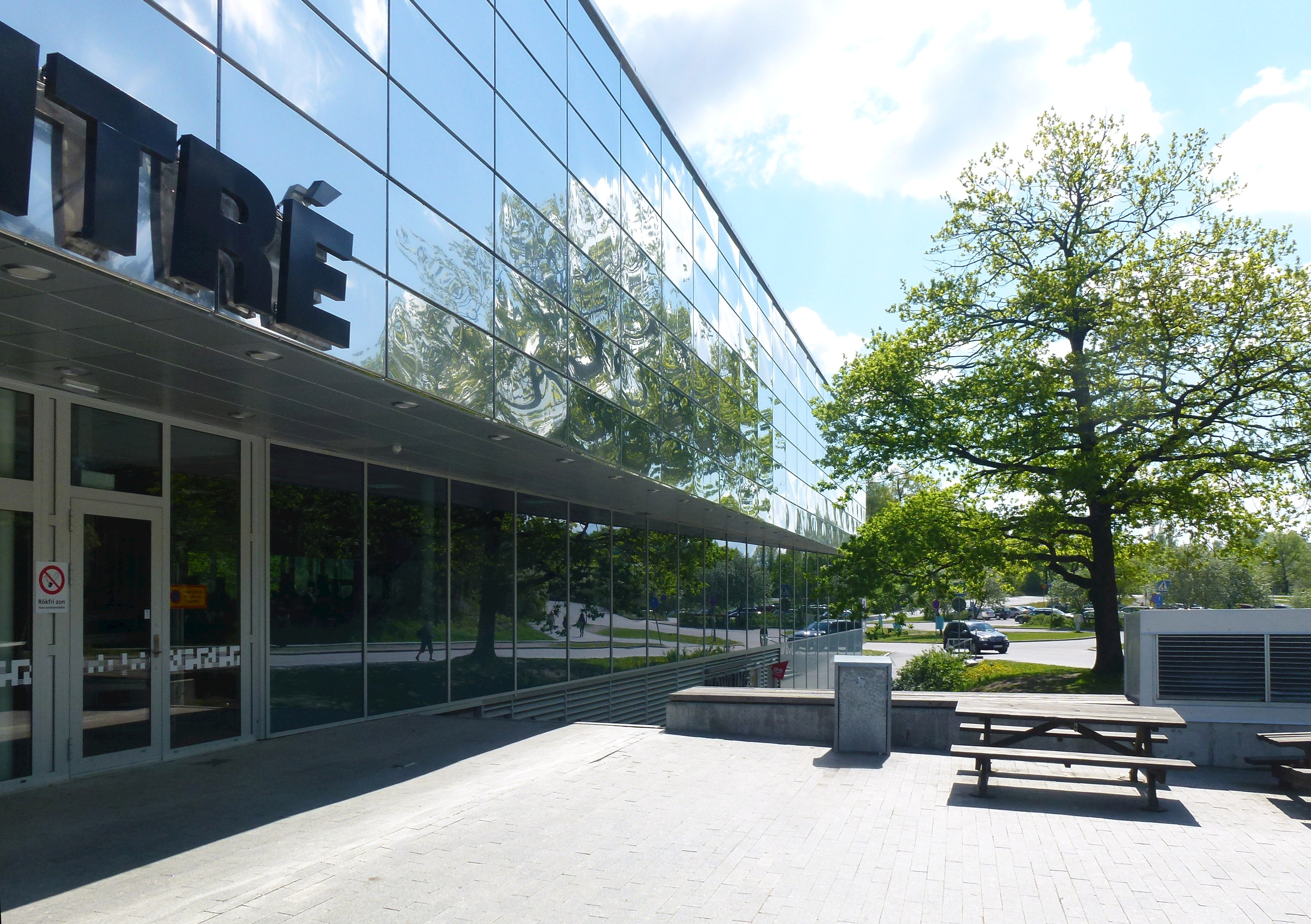
Fasad mot Stubbhagvägen.

Sollentuna sim- och sporthall beställdes 1971 av Centrala byggnadskommittén i Sollentuna kommun, som gav Rosenberg & Stål Arkitektkontor genom arkitekterna Gustaf Rosenberg och Olle Stål uppdraget att rita den nya idrottsanläggningen. Han skapade en underbyggnad som följer terrängen med en överbyggnad i stål och glas. Badavdelningens utformning  ägnades mycket  omsorg. Bassängen omgavs ursprungligen på 2½ sidor av stora fönsterfronter och över bassängen höjde sig en stor taklanternin. Det var så nära ett friluftsbad man kunde komma. Byggnadens ytterfasaderna fick en stram indelning av släta, aluminiumkassetter och glas. 
Anläggningen inrymde till en början förutom simhallen även två idrottshallar: A-hallen 20x40 meter med plats för publik och B-hallen 18x36 meter. Byggnaden och dess arkitekt belönades med 1975 års Kasper Salin-pris för "en ovanligt säkert avklarad byggnadsuppgift". När hallen invigdes den 11 januari 1973 var olympiaguldmedaljören Gunnar Larsson med och provsimmade. Byggkostnaden uppgick till cirka 16 miljoner kronor.

## Renovering och tillbyggnad

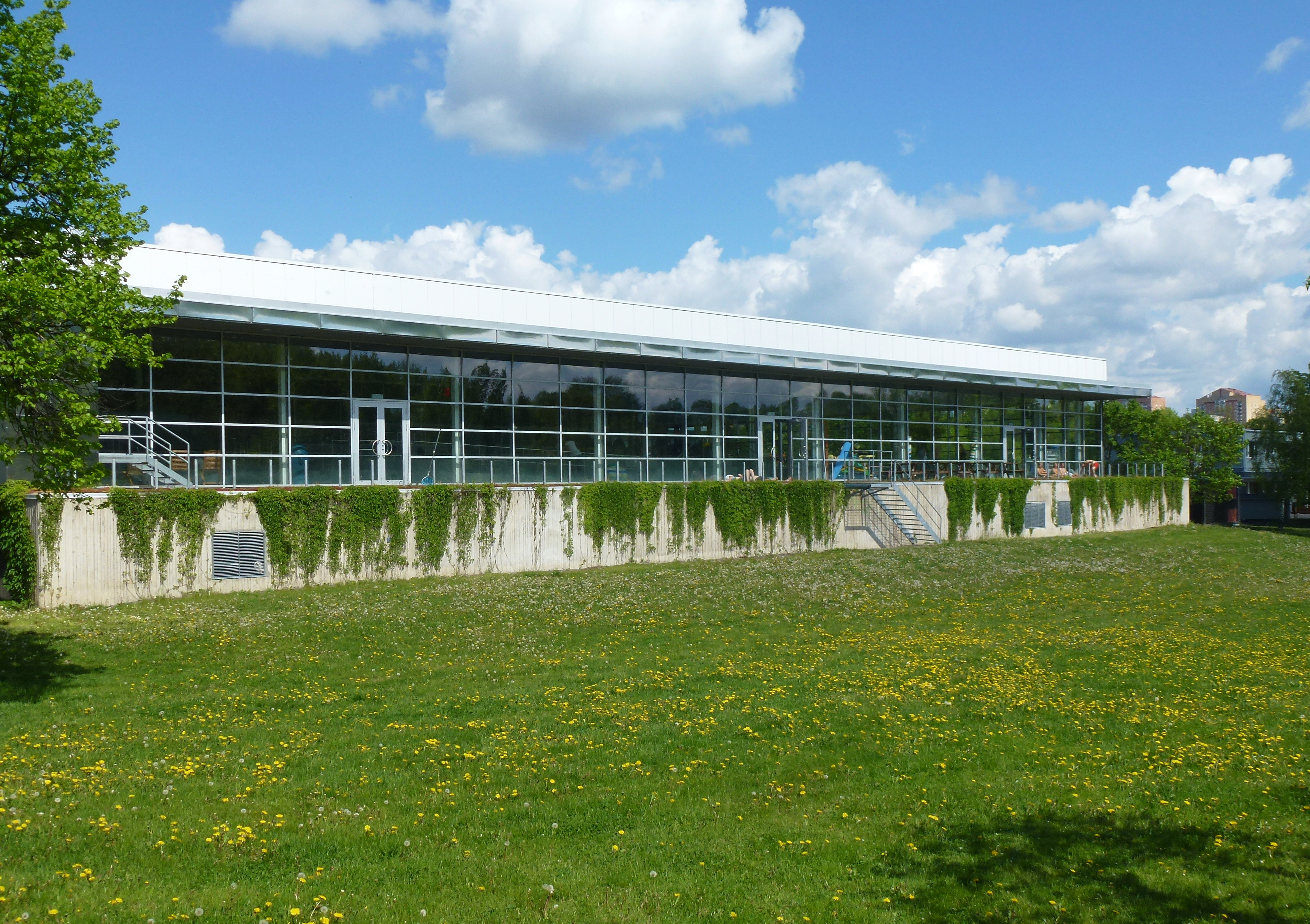
Badavdelningen, maj 2014.

Under åren har mycket av originalbyggnaden förändrats och förvanskats, bland annat har det romerska badet byggts om till en relaxavdelning och ett äventyrsbad har tillkommit. Även systemen för värme, ventilation och elektricitet var i behov av renovering och modernisering. År 2006 fick Rosenbergs Arkitekter i uppdrag att ta fram ett förslag för en genomgripande ombyggnad och en tillbyggnad för nytt gym i anslutning till simhallen. För detaljprojekteringen stod a&d arkitektkontor i Luleå. Fasaderna på tillbyggnaden och den befintliga takskärmen kläddes med blank rostfri plåt och i simhallen utbyttes den orange mosaiken mot tre gröna kulörer.
I december 2007 färdigställdes renoveringen av bowlinghallen och i september 2008 återinvigdes den totalrenoverade simhallen och den nybyggda gymanläggningen. I mars 2009 färdigställdes sista etappen, bestående av bland annat restaurangköket. Byggherre var Sollentuna kommun, entreprenör var PEAB och hela projektet kostade cirka 200 Mkr.

## Bilder

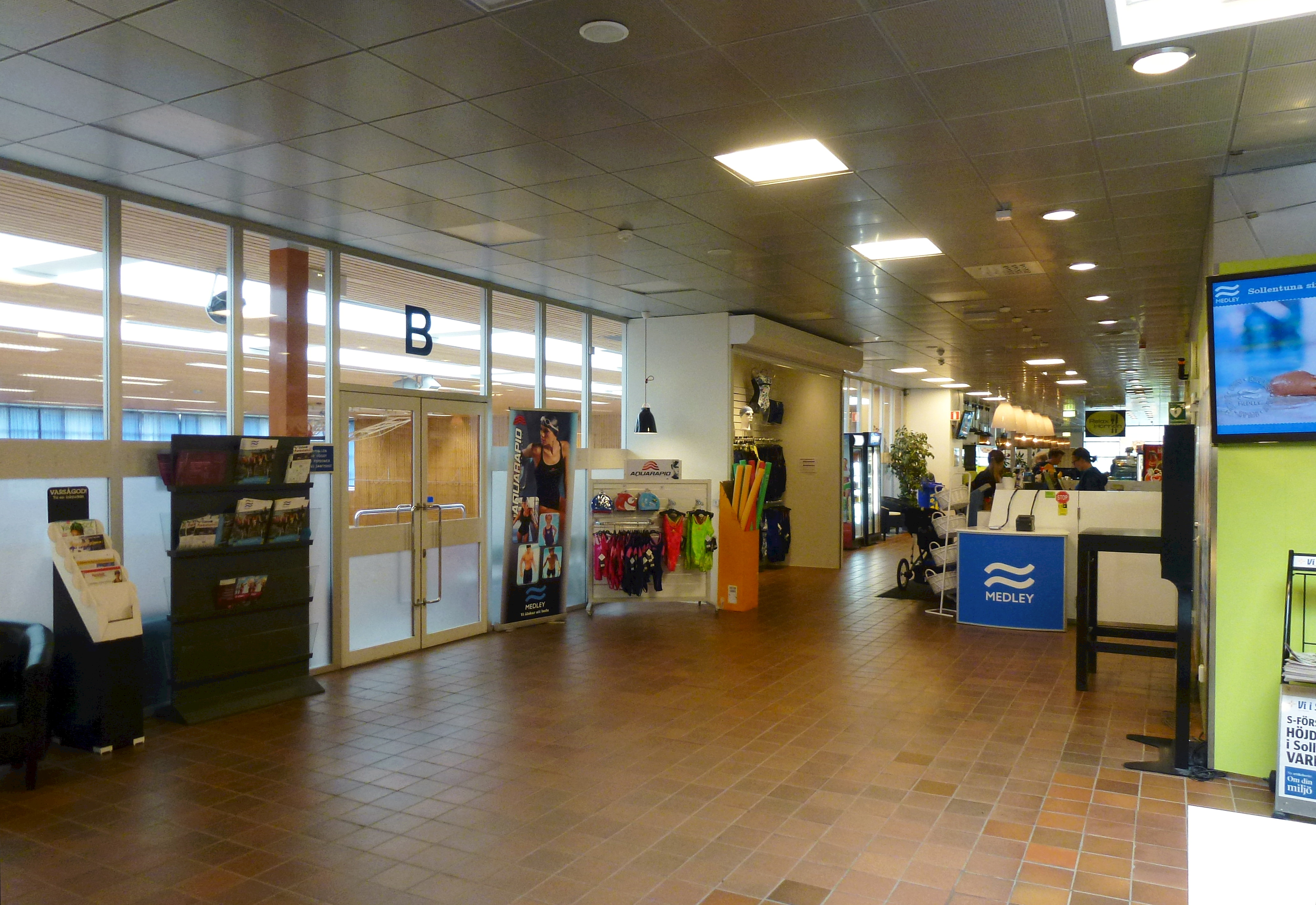
Entréhallen
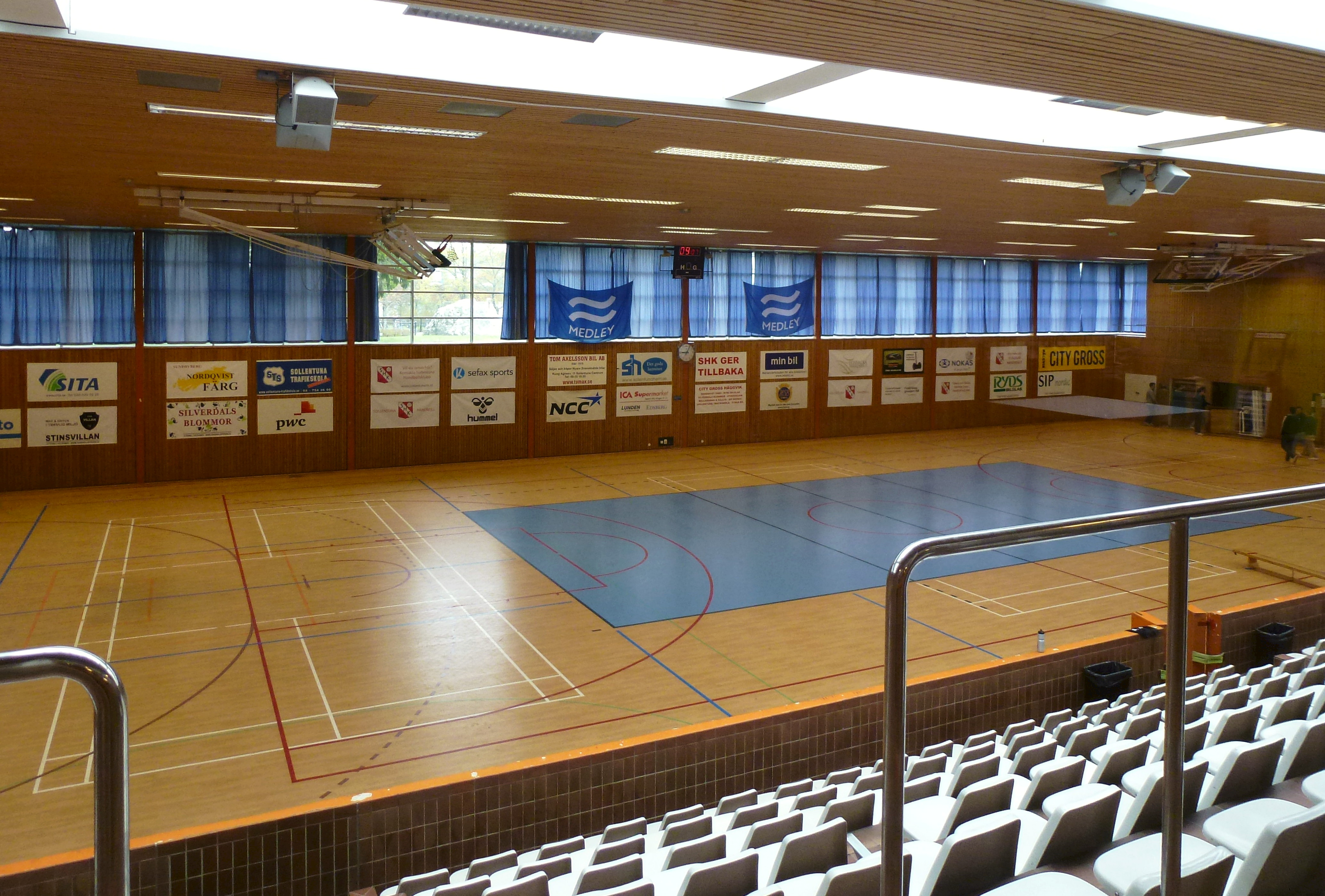
A-hallen
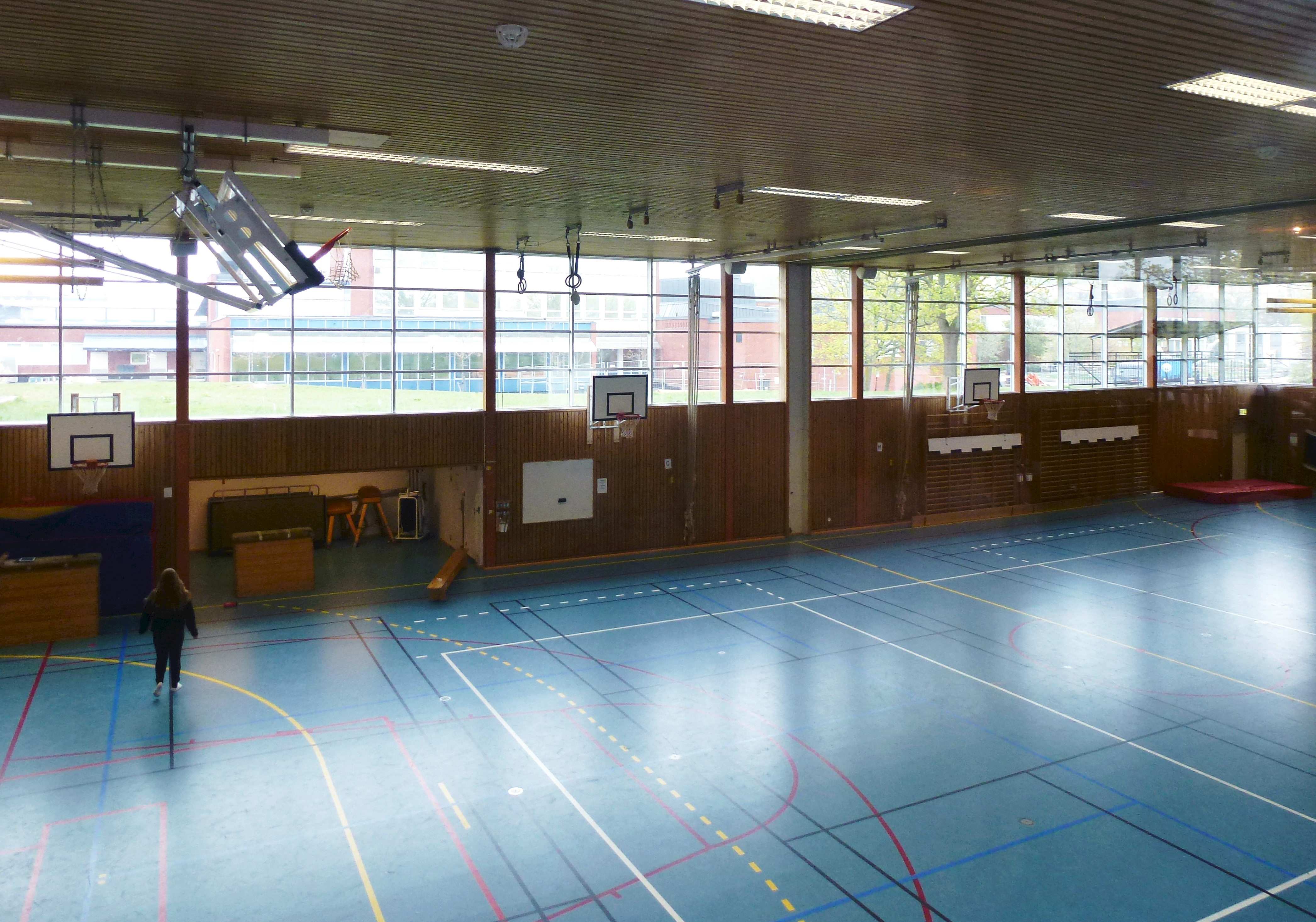
B-hallen
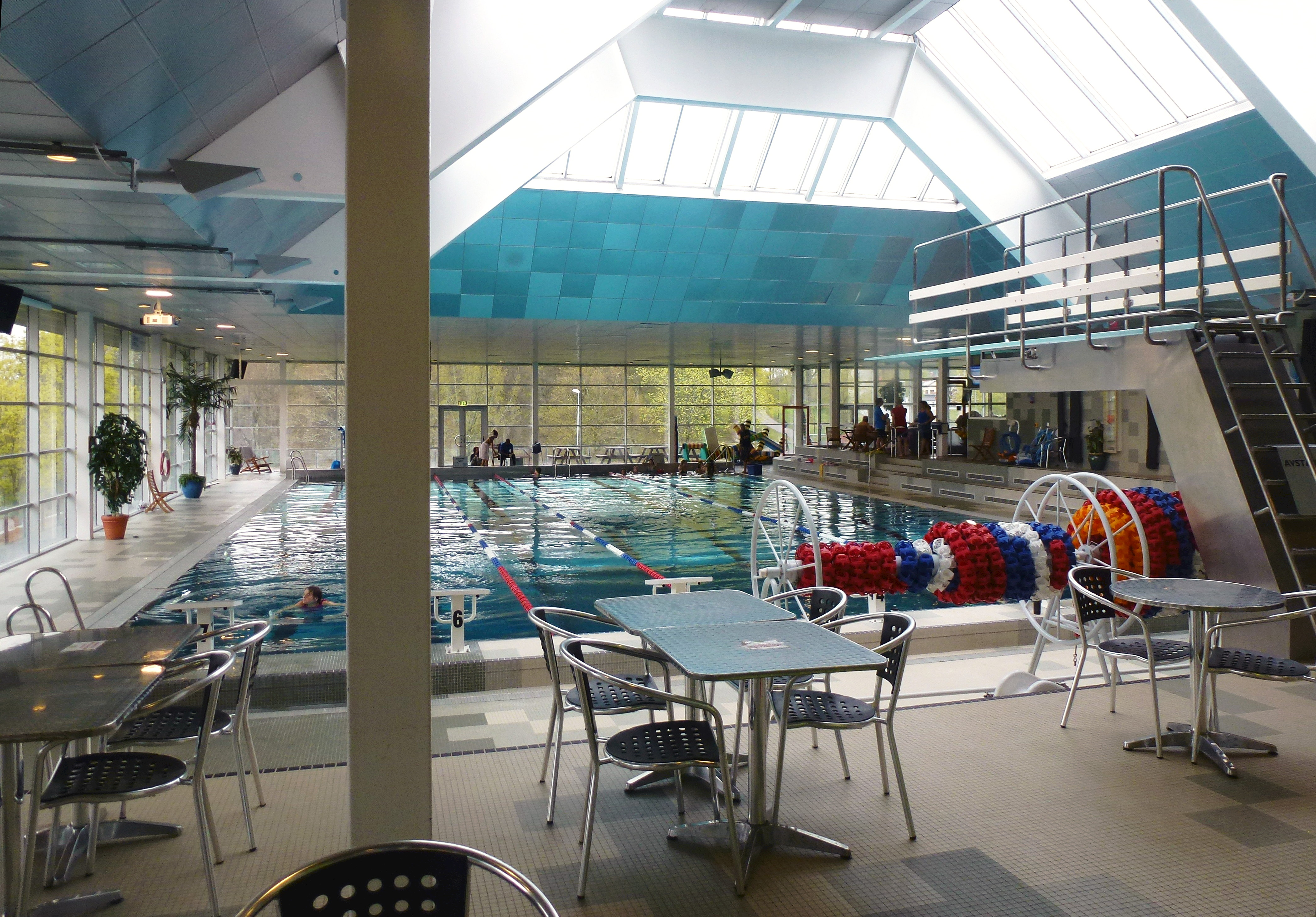
Badet